# Bulletboys
BulletBoys är en rockgrupp, bildad 1986 av sångaren Marq Torien. De var mest aktiva i slutet av 1980-talet och i början av 1990-talet. 
1988 släppte de sitt första album "BulletBoys", som innehöll hitlåtar som "Smooth Up In Ya" och "For The Love Of Money". BulletBoys uppträdde 1991 inför ca 60 000 personer.

## Medlemmar
Nuvarande medlemmar
- Marq Torien – sång, gitarr, basgitarr, congas (1987–)
- Nick Rozz – gitarr (2010–2011, 2012–)
- Chad MacDonald – basgitarr, bakgrundssång (2014–)
- Shawn Duncan – trummor (2014–)

Tidigare medlemmar
- Mick Sweda – gitarr, bakgrundssång (1987–1993, 1999–2000, 2011)
- Jimmy D'Anda – trummor, slagverk, bakgrundssång (1987–1993, 1999–2000, 2011)
- Tony Marcus – gitarr (1993–1994, 2009–2010)
- Marc Danzeisen – trummor (1993–1994)
- Tommy Pittam – gitarr (1994–1998)
- Robby Karras – trummor, slagverk (1994–1998)
- DJ Ashba – gitarr (1998–1999)
- Steven Adler – trummor, slagverk (1998–1999)
- Jason Hook – gitarr (2000–2002)
- Melvin Brannon II – basgitarr (2000-2002)
- Vik Foxx – trummor, slagverk (2000)
- Brent Fitz – trummor, slagverk (2000–2001)
- Pete Newman – trummor, slagverk (2001–2006)
- Scott Taylor – basgitarr (2002–2006)
- Keri Kelli – gitarr (2002–2004)
- Denny Johnson – gitarr (2004–2006)
- Scott McKinley – gitarr (2006)
- Michael Thomas – gitarr (2006–2007, 2008)
- David Weeks – basgitarr (2006–2007)
- Danny Seven – trummor, slagverk (2007–2008, 2008–2009)
- Danny Watts – gitarr (2007–2008)
- Scott Griffin – basgitarr (2007)
- Stephen Allan – basgitarr (2007–2009)
- Charlie Wayne Morrill – gitarr (2008–2009)
- Lenny Round – basgitarr (2009)
- Tory Stoffregen – gitarr (2009)
- Rob Lane – basgitarr (2009–2011)
- Johnny Giosa – trummor, slagverk (2010; död 2011)
- Troy Patrick Farrell – trummor (2010–2011)
- Chris Holmes – gitarr (2011)
- Don Bish – trummor (2011)
- Stephen Jude Mills – trummor (2012, 2013)
- Dave "Davee G" Gara – trummor (2012)
- Stephen Jude Mills – trummor (2012–2014)
- Lonnie Vencent – basgitarr, bakgrundssång (1987–2014)

## Diskografi
Studioalbum
- 1988 – BulletBoys
- 1991 – Freakshow
- 1993 – Za-Za
- 1995 – Acid Monkey
- 2003 – Sophie
- 2009 – 10¢ Billionaire
- 2011 – Rocked and Ripped
- 2014 – Elefanté

Livealbum
- 2007 – Behind the Orange Curtain

Samlingsalbum
- 2000 – Burning Cats and Amputees
- 2006 – Smooth Up in Ya: The Best of the Bulletboys

Singlar
- 1989 – "Smooth Up In Ya" (#71 på Billboard Hot 100, #23 på Billboard Mainstream Rock)
- 1989 – "For the Love of Money" (#78 Billboard Hot 100, #30 på Billboard Mainstream Rock)
- 1991 – "Hang on St. Christopher" (#22 på Billboard Mainstream Rock)
- 1991 – "THC Groove"
- 1991 – "Talk To Your Daughter"
- 1993 – "Mine"
- 2009 – "Road To Nowhere"